# François Joachim de Pierre de Bernis
François Joachim de Pierre de Bernis (22. května 1715, Saint-Marcel-d'Ardèche, Francie – 3. listopadu 1794, Řím) byl francouzský politik, spisovatel, diplomat a církevní hodnostář. V mládí se uplatnil jako spisovatel a získal přízeň markýzy de Pompadour, milenky krále Ludvíka XV. Díky ní se později prosadil jako diplomat a v součinnosti s rakouským kancléřem Kounicem byl aktérem změny aliancí v Evropě (Versailleská smlouva z roku 1756). Poté byl francouzským ministrem zahraničí (1757–1758). Po několikaletém vyhnanství se stal arcibiskupem v Albi (1764–1790) a jako kardinál byl nakonec dlouholetým francouzským vyslancem ve Vatikánu (1769–1791). Jako literát i politik patřil k významným osobnostem osvícenství.

## Životopis
Pocházel ze starobylé, ale zchudlé šlechtické rodiny připomínané od 14. století, narodil se jako mladší syn důstojníka jezdectva Joachima de Pierre de Bernis (1669–1743). Studoval nejprve v domácím prostředí, později u jezuitů v Paříži, vzdělání dokončil v kněžském semináři Saint-Sulpice. I když kněžské svěcení přijal až v roce 1755, již v mládí díky rodinným vazbám obdržel několik prebend, byl jmenován kanovníkem v Brioude (1738) a Lyonu (1750). Především ale proslul jako spisovatel, svými básněmi zaujal vysokou pařížskou společnost a již v roce 1744 byl zvolen členem Francouzské akademie. Získal přízeň královy milenky markýzy de Pompadour, která mu zajistila byt v Paříži a roční příjem 1500 livrů, od poloviny 40. let patřil k okruhu jejích přátel. Mimo jiné jí pomáhal v lekcích společenské etikety před uvedením ke královskému dvoru. Díky tomu byl také jmenován vyslancem v Benátkách (1752–1755), kde byl oceněn papežem Benediktem XIV. za pomoc při řešení sporů mezi Benátskou republikou a Svatým stolcem.

### Ministr zahraničí

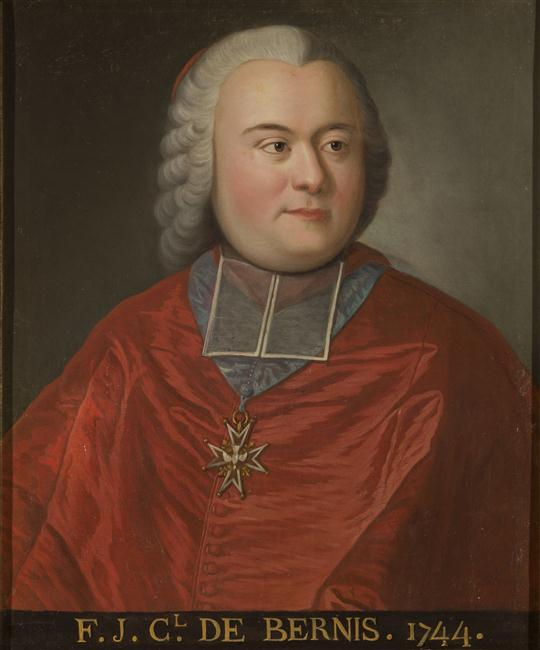
Portrét abbého Bernise z roku 1744 (Muzeum Versailles)

Jako diplomat se mimořádně osvědčil, protože díky literárnímu nadání psal vysoce ceněné diplomatické depeše, a v roce 1755 byl uvažován pro důležitější vyslanecký post v Madridu. Po krátkém pobytu v Parmě se ale vrátil do Francie a jako nově jmenovaný člen státní rady začal od podzimu 1755 vyjednávat o spojenecké smlouvě s habsburskou monarchií. Iniciátorem této diplomatické revoluce v mezinárodních vztazích byl rakouský kancléř Kounic, který do Francie vyslal hraběte Starhemberga. Ten vyjednal s Bernisem konkrétní podobu smlouvy podepsané 1. května 1756 (tzv. Versailleská smlouva). Na počátku roku 1757 byl Bernis jmenován státním ministrem a od června téhož roku zastával funkci ministra zahraničí. V roce 1757 měl podíl na tzv. druhé versailleské smlouvě, která Francii a Rakousko již přímo zavazovala ke společnému vojenskému postupu proti Prusku. Krátce nato došlo k prvním zásadním porážkám Francie na evropských bojištích (bitva u Rossbachu) a Bernis zaujal poprvé skeptický postoj ke spojenectví s Rakouskem a dalším bojům na kontinentu, protože hlavním zájmem Francie bylo obhájit zámořské kolonie v boji s Británií. Ze svých pozic se pokusil reformovat také financování státní správy, narazil ale na odpor vysoké šlechty a církve. Kvůli tomu také ztratil podporu své dosavadní patronky markýzy de Pompadour. Když v roce 1758 předložil králi memorandum s reformními návrhy a svou případnou rezignací na post ministra zahraničí, doufal v povýšení do funkce prvního ministra. K tomu ale nedošlo, v prosinci 1758 byl v nemilosti odvolán a vykázán od dvora.

### Vyslanec v Římě

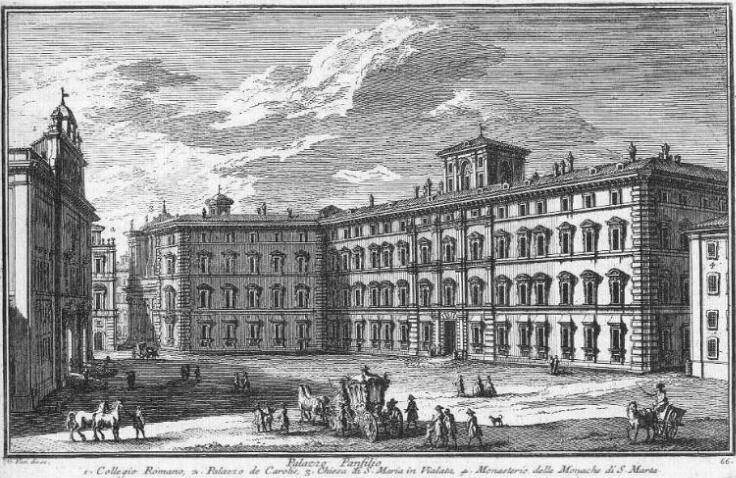
Palazzo de Carolis, vyslanecká rezidence kardinála Bernise v Římě

Ještě před odvoláním z úřadu ministra zahraničí byl jmenován kardinálem (1758) a několik let žil na panství Vic-sur-Aisne, které patřilo k jeho obročnímu opatství Saint-Médard de Soissons. Později se mohl vrátit ke dvoru, což bylo výjimečné za vlády Ludvíka XV., protože ten zpravidla své odvolané ministry už nikdy nepřijal. V roce 1764 byl jmenován arcibiskupem v Albi. Zde setrval jen několik let, protože jako účastník volby papeže v roce 1769 odjel do Říma, kde již trvale zůstal. V roce 1769 byl jmenován francouzským vyslancem u Svatého stolce a v této funkci setrval přes dvacet let. Jako své selhání přiznal později neschopnost zabránit zrušení jezuitského řádu (1773), o které usilovalo několik evropských panovníků. Nadále ale zůstal důležitou osobností francouzské zahraniční politiky především ve vztahu ke katolické církvi. Znovu se jako diplomat osvědčil při další volbě papeže Pia VI. (1775) a později získal přezdívku král Říma, protože jeho palác Palazzo de Carolis byl centrem společenského života s řadou konaných kulturních akcí, setkávali se zde diplomaté, cestovatelé a umělci. Bernisova bohatá diplomatická korespondence dokládá jeho podíl na upevnění spojenectví se Španělskem, které bylo důležité ve francouzských aktivitách proti Británii veválce proti USA. V roce 1784 byl vyslán do Neapole, kde měl za úkol pokus o sblížení s vedlejší linií španělských Bourbonů, nepodařilo se mu ale prosadit proti britskému vlivu u neapolského dvora. Za velké francouzské revoluci rezignoval na post arcibiskupa v Albi (1790), později odmítl složit občanskou přísahu na ústavu konstituční monarchie a byl odvolán i z funkce vyslance ve Vatikánu (1791). Zároveň přišel o příjmy ze svých statků a poslední léta dožil díky finanční podpoře španělského dvora. Zemřel v Římě, kde byl původně pohřben, v roce 1803 byly jeho ostatky převezeny do Nîmes poblíž rodových statků.
Z mohutné literární pozůstalosti zůstává nejvýznamnější autobiografické dílo Mémoires et lettres 1715–1758 vydané v osmi svazcích v Paříži v roce 1878, které dodnes zůstává důležitým pramenem k dějinám Francie 18. století.
Jeho synovec François de Pierre de Bernis (1752–1823) byl též duchovním, v 80. letech 18. století v době strýcovy nepřítomnosti působil jako koadjutor v Albi, po revoluce emigroval do Ruska a po restauraci Bourbonů byl později arcibiskupem v Rouenu (1819–1823). V několika dalších generacích vzešlo z rodu Pierre de Bernis několik poslanců Národního shromáždění.